# Adasi
Adasi, rey de Asiria (c.1700 a. C.).
Según la Crónica Real asiria, es un hijo de nadie, o sea, un usurpador. Ascendió al trono en la época convulsa en que varios personajes se disputaban el reino. Sin embargo, consiguió imponer su linaje y establecer una dinastía que gobernará en Assur durante varios siglos.
| Predecesor: Adad-salulu | Rey de Asiria c. 1700 a. C. | Sucesor: Belu-bani |